# Васильев, Владимир Александрович (гидротехник)
Владимир Александрович Васильев (1880 — 1956 или 1961) — инженер-гидротехник, заслуженный ирригатор Киргизской ССР, профессор МВТУ.
Младший брат историка-византиниста Александра Васильева, эмигрировавшего в США.

## Биография
Родился в 1880 году в Санкт-Петербурге. Окончил Институт инженеров путей сообщения Императора Александра I и был направлен на строительство Транссибирской железнодорожной магистрали.
В 1910 году был назначен руководителем проектно-изыскательской партии для проведения работ по изучению и использованию земельных, водных и энергетических ресурсов в бассейне реки Чуй. Им были разработаны проекты обводнения долины реки Чуй, каскада Нарынских ГЭС, тоннеля сквозь Чуй-Илийские горы.
В 1917 году был отозван в Министерство земледелия. В 1918 году В. А. Васильев при содействии Г. М. Кржижановского был принят Председателем Совнаркома В. И. Лениным и беседовал с ним о «Проекте орошения долины реки Чуй». В том же году он был назначен руководителем Управления водного хозяйства Московско-Нижнегородского района и одновременно членом коллегии особого управления ирригационных работ в Туркестане (ИРТУР). В 1920—1925 гг. занимался вопросами проектирования строительства гидростанций в РСФСР, был профессором МВТУ.
В 1925 году был назначен главным техническим руководителем комиссии Совета труда и обороны по орошению хлопководческих районов Закавказья. С 1932 до 1938 годы работал заместителем главного инженера Главного управления по строительстве и монтажу гидроэлектростанций (Главгидроэнергостроя).
В 1938 году был арестован по обвинению в связи с Союзом русских инженеров во Франции и был осуждён на 15 лет по ст. 58. В 1952 году тюремный срок был заменён на ссылку на вечное поселение на станцию Луговую Джамбульской области. На пересылке в Джамбуле Васильев встретился с А. И. Солженицыным, в рассказе которого «Как жаль» в 1965 году была описана драма жизни Васильева (там он назван Модестом Александровичем В*, его дочь Ирина стала в рассказе Анной Модестовной). Позже Солженицын упомянет его как одного из свидетелей «Архипелага ГУЛАГ».
После реабилитации, в связи с необоснованным осуждением, с 1956 года работал консультантом Киргизского института проектирования водного хозяйства «Киргизгипроводхоз». За большие заслуги в области научных изысканий, исследовательских работ, проектирования гидротехнических объектов и гидроэлектростанций на территории Киргизской ССР Указом Президиума Верховного Совета республики ему было присвоено почётное звание «Заслуженный ирригатор Киргизской ССР».
Жил в городе Фрунзе (Бишкек), где и умер; источники называют разные даты смерти: 1956 год, либо февраль 1961 года, либо 30 ноября 1961 года. Похоронен возле созданной им Чумышской плотины; в его честь там возведена стела. На спроектированном им Орто-Токойском водохранилище расположена мемориальная доска Васильеву.

## Изданные труды
- Об изысканиях на реке Мургабе: Докл. инж. В. А. Васильева. — СПб.: паровая скоропеч. М. М. Гутзаца, 1910.
- Проект орошения долины реки Чу: Крат. описание и атл. черт.. — СПб.: тип. Т-ва п. ф. «Электротип. Н. Я. Стойковой», 1913.

## Семья
Жена — Екатерина Ивановна Васильева (1878—1965), была дочерью известного педагога и выдающегося археолога Ивана Тимофеевича Савенкова (1846—1914), директора Красноярской учительской семинарии, первооткрывателя палеолитических стоянок человека в Сибири (на Афонтовой горе в Красноярске). После смерти мужа она жила с семьей дочери, похоронена на Новодевичьем кладбище.
Дочь Ирина Владимировна, жена географа Н. А. Солнцева.